# Сетеф (Тревизо)
Сетеф је насеље у Италији у округу Тревизо, региону Венето.
Према процени из 2011. у насељу је живело 7 становника. Насеље се налази на надморској висини од 34 м.